# V округ Парижа
V округ Парижа (фр. 5e arrondissement de Paris или фр. Arrondissement du Panthéon) — один из 20 муниципальных округов Парижа. Назван в честь Пантеона; в просторечии парижане называют его le cinquième («пятый»).

## География
5-й округ расположен на левом берегу Сены. На юге он граничит с 14-м округом, на западе — с 6-м, на юго-востоке — с 13-м, на севере (противоположный берег) — с 4-м округом Парижа. Три моста соединяют территорию округа с островом Сите, два — с островом Святого Людовика. Значительную часть округа занимают холм Святой Женевьевы и Латинский квартал. Площадь округа составляет 254 га.
Ранее на этой территории располагались исторические районы Фобур Сен-Марсель (на границе нынешних 5-го и 13-го округов) и Фобур Сен-Медар.

## История

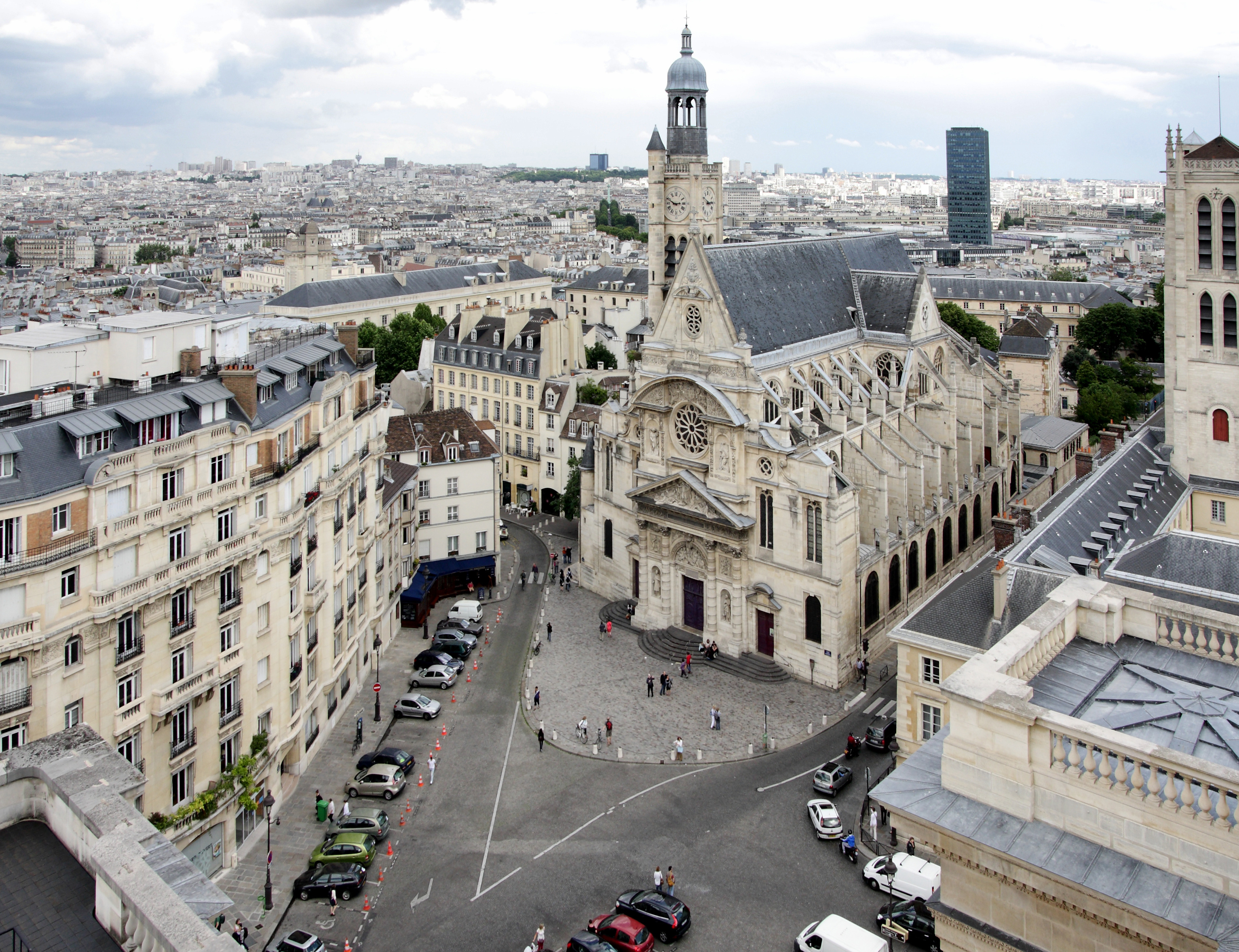
Церковь Сент-Этьен-дю-Мон

Застройка территории нынешнего Латинского квартала началась ещё в эпоху античности. С римской поры в округе сохранились арены Лютеции и термы Клюни. В начале XIII века на левобережье была построена крепостная стена Филиппа Августа, охватывавшая холм Святой Женевьевы. В середине XIII века в Латинском квартале был основан Коллеж Сорбонна, положивший начало Парижскому университету. В эпоху Средневековья большим влиянием в Париже пользовалось местное аббатство Святой Женевьевы.
В XVII веке по распоряжению Анны Австрийской было построено аббатство Валь-де-Грас (в 1793 году комплекс был передан военному госпиталю). В конце XVIII века были разрушены многие церкви и монастыри, а том числе готическое аббатство Сен-Виктор, а на месте аббатства Святой Женевьевы был построен неоклассический Пантеон, ставший усыпальницей выдающихся людей Франции.
В 1899 году была разрушена большая тюрьма Сент-Пелажи (район нынешней площади Пюи-де-л'Эрмит возле Большой мечети). В 1908 году был снесён монастырь Посещения предместья Сен-Жак (сегодня на его месте находится университетский кампус).

## Население

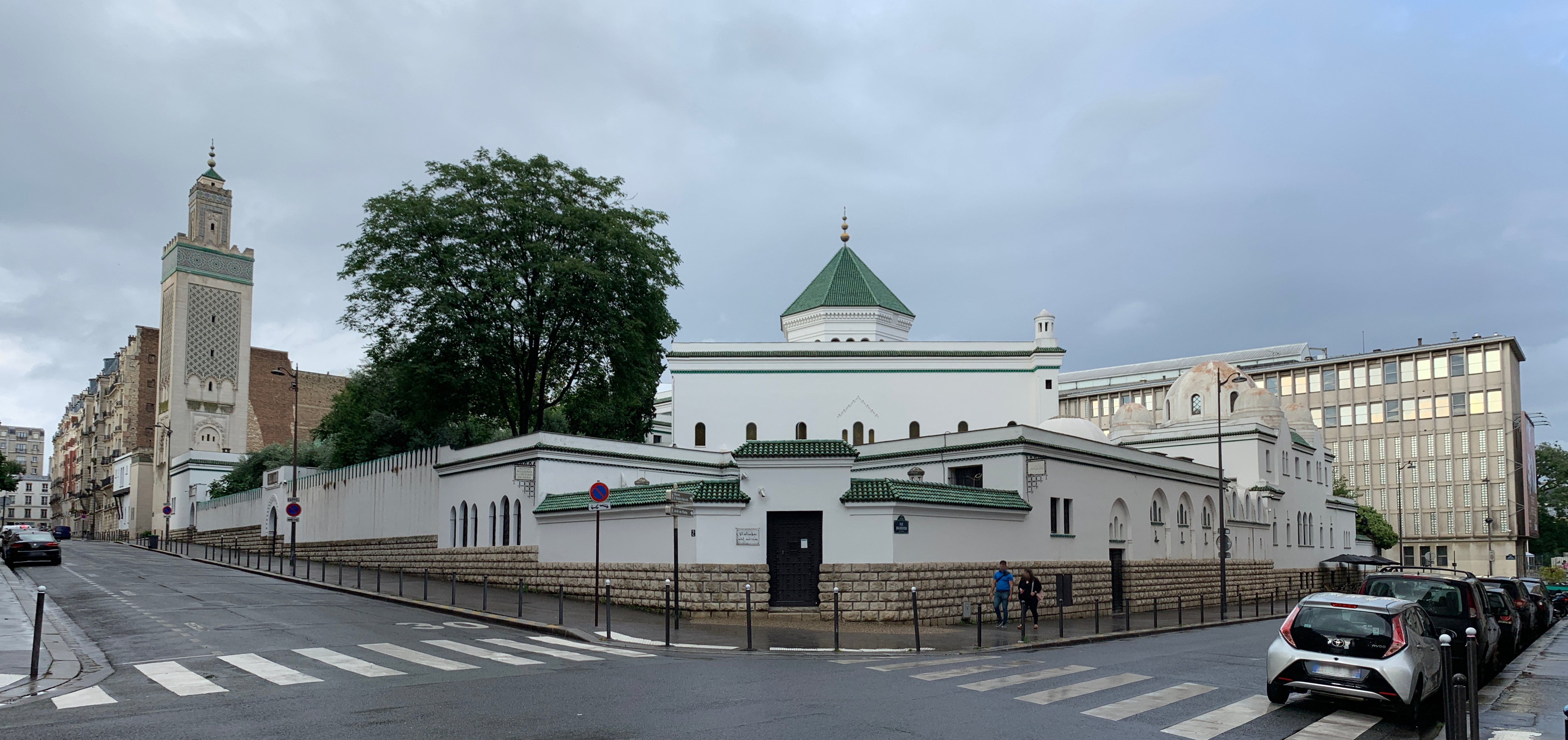
Парижская соборная мечеть

По состоянию на 2005 год в 5-м округе проживало 59 300 человек при плотности населения 23 337 чел/км². Это составляло 2,7 % населения французской столицы.
В 2021 году численность населения округа составила 56 841 человек, плотность — 22 378 чел/км². В округе проживают значительные общины мусульман, маронитов, сирийских католиков и мелькитов (главным образом потомки выходцев из Ливана и Сирии), а также небольшие диаспоры китайцев, вьетнамцев, греков, евреев, армян, турок, курдов, португальцев, испанцев, итальянцев, корсиканцев и румын.
| Год  | Население | Плотность населения (чел/км²) |
| ---- | --------- | ----------------------------- |
| 1872 | 96 689    | 38 052                        |
| 1911 | 121 378   | 47 768                        |
| 1954 | 106 443   | 41 890                        |
| 1962 | 96 031    | 37 793                        |
| 1968 | 83 721    | 32 948                        |
| 1975 | 67 668    | 26 630                        |
| 1982 | 62 173    | 24 468                        |
| 1990 | 61 222    | 24 094                        |
| 1999 | 58 849    | 23 160                        |
| 2005 | 59 300    | 23 337                        |

## Органы местного управления

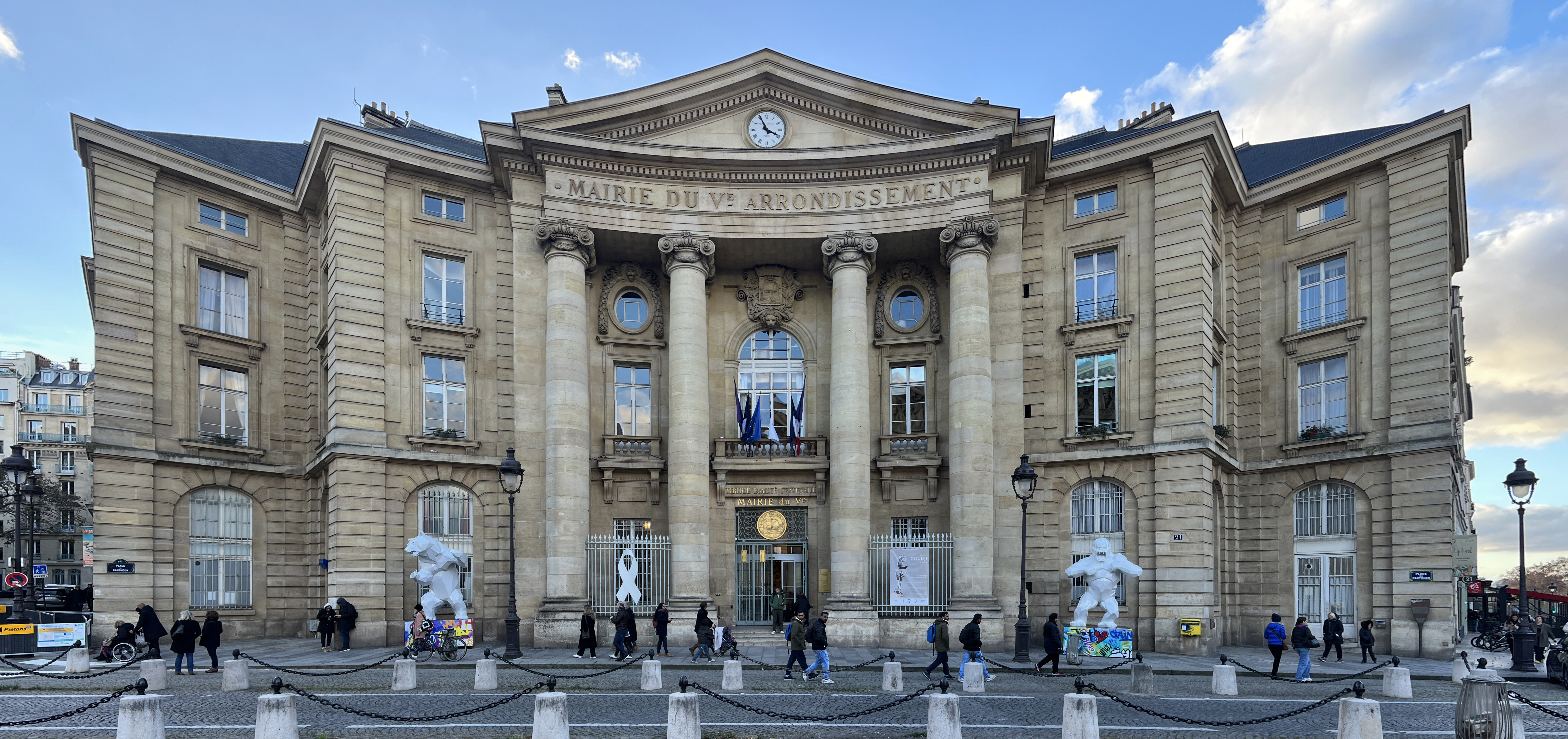
Мэрия 5-го округа

В 1983—1995 и 2001—2014 годах пост мэра 5-го округа занимал представитель правых партий RPR и UMP Жан Тибери (в 1995—2001 годах он был мэром Парижа). В апреле 2014 года мэром округа была избрана представительница правой партии «Республиканцы» Флоранс Берту. В 2020 году она была переизбрана от партии «Давайте будем свободными», которая входит в состав «Республиканцев».
- Адрес мэрии: 21, площадь Пантеона[фр.]

## Государственные учреждения
В округе базируются: 

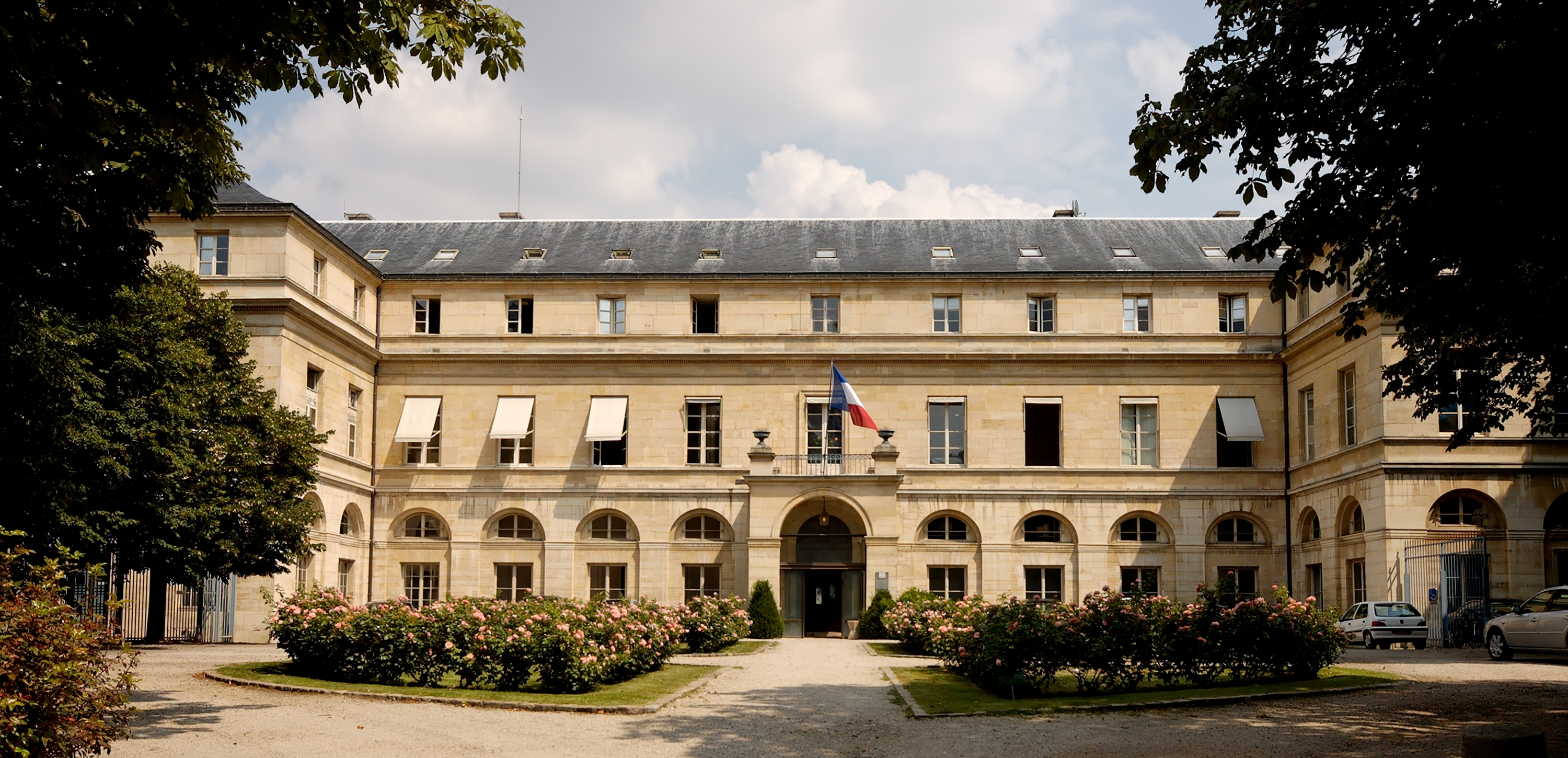
Министерство высшего образования и научных исследований

- Министерство высшего образования и научных исследований Франции
- Казармы Монж[фр.]

## Административное деление
В состав 5-го округа входят следующие кварталы:
- № 17 Сен-Виктор[фр.] (Quartier Saint-Victor)
- № 18 Жарден-де-Плант[фр.] (Quartier du Jardin-des-Plantes)
- № 19 Валь-де-Грас (Quartier du Val-de-Grâce)
- № 20 Сорбонна[фр.] (Quartier de la Sorbonne)

## Экономика и транспорт

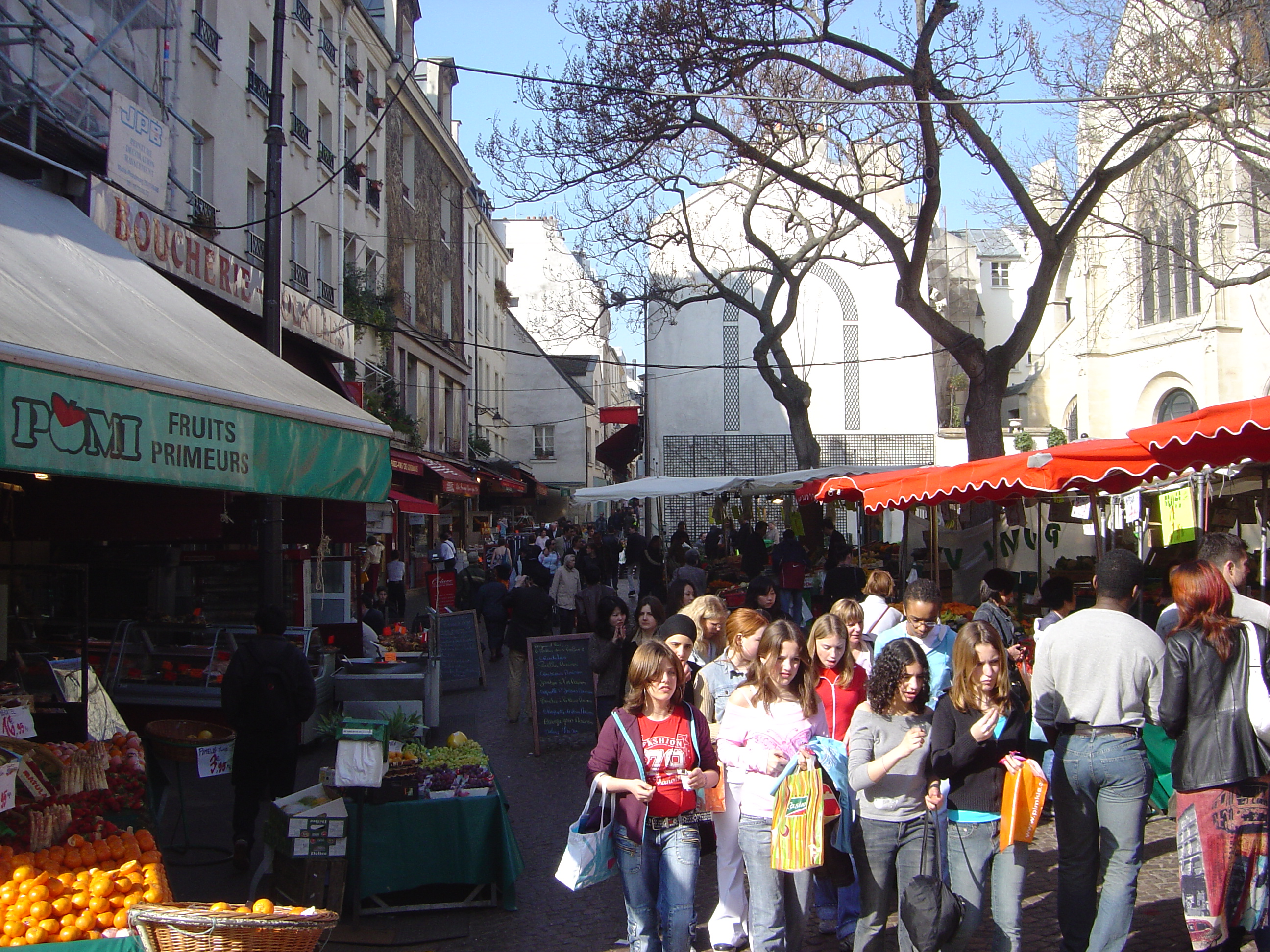
Рынок на улице Муфтар

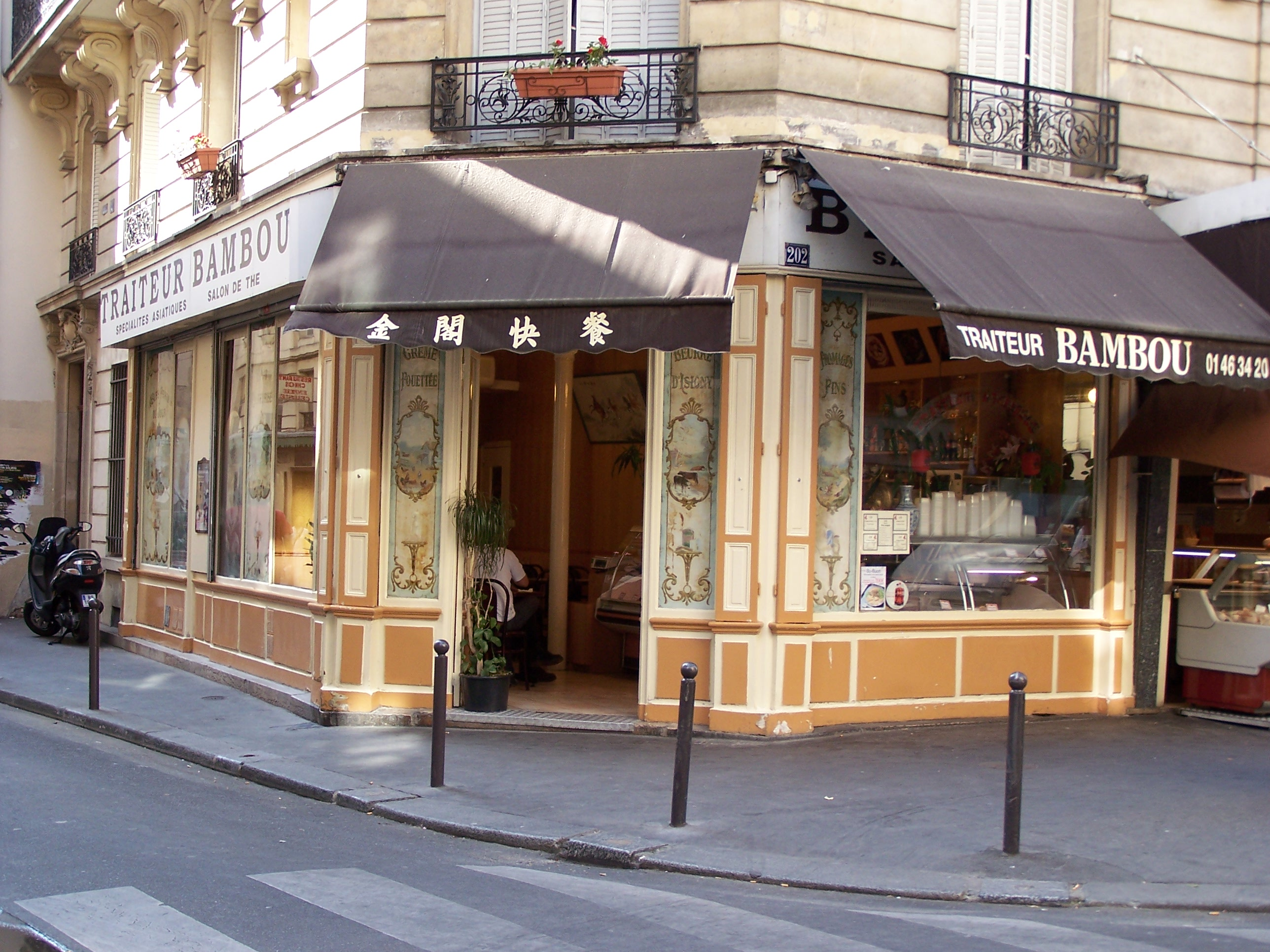
Китайский магазин на улице Сен-Жак

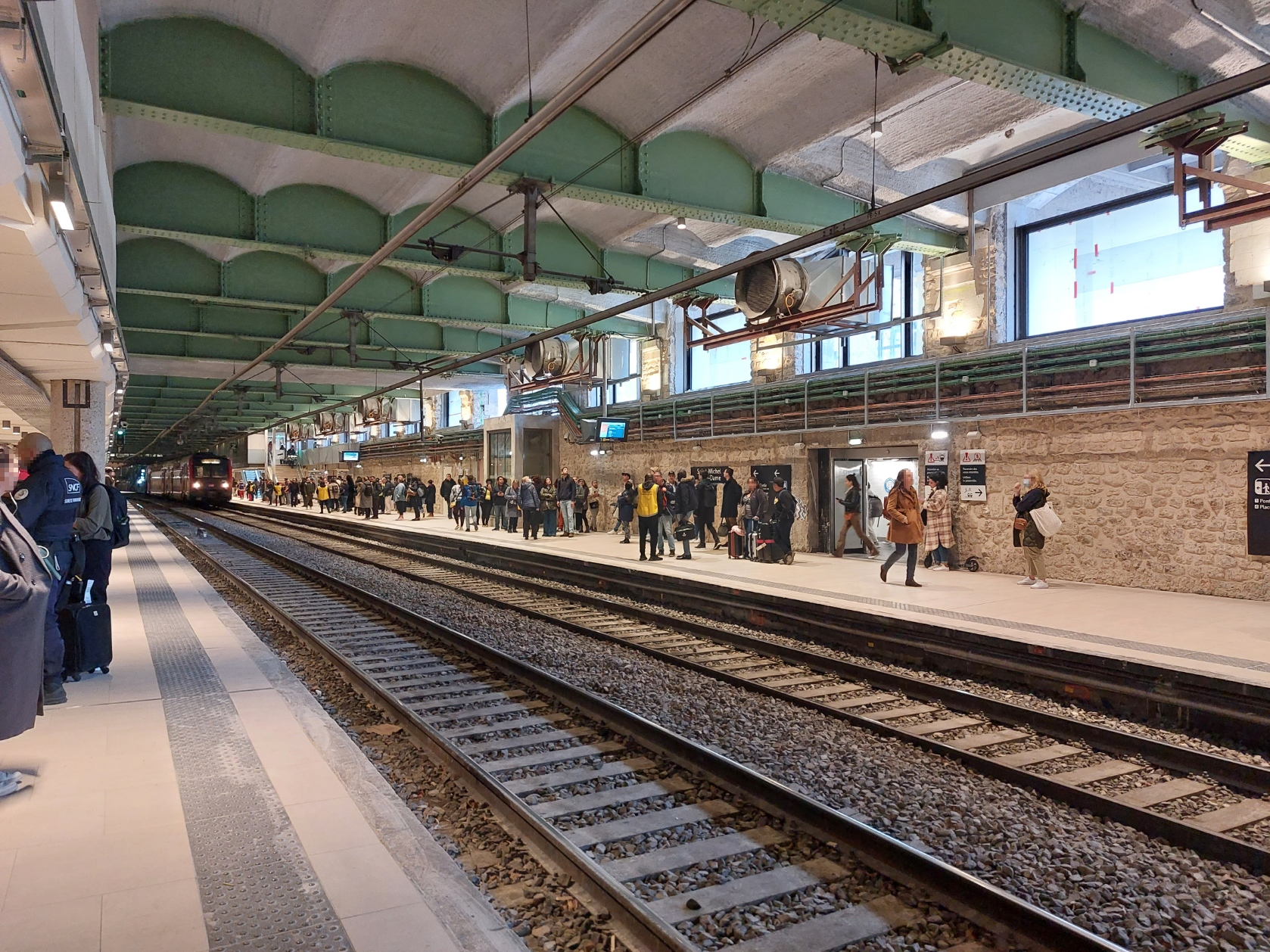
Станция Сен-Мишель — Нотр-Дам

С XVII века в округе, на набережной Сены существовал Парижский винный двор, однако в начале XX века он постепенно переместился в район Берси. 
В современном 5-м округе преобладает сфера услуг, в том числе розничная торговля, общественное питание, туризм, транспортные, медицинские, деловые и финансовые услуги (включая юридические, консалтинговые, бухгалтерские, инженерные и дизайнерские). Многие местные предприятия ориентированы на школы и университеты округа (книжные издательства и магазины, магазины канцтоваров, копировальные центры). Важным местом проведения собраний, съездов и конференций является Дом взаимного страхования. 
В округе базируются книжные издательства Éditions L'Harmattan, Groupe Eyrolles, CNRS Éditions, Éditions Alternatives, LGDJ, Éditions Chandeigne, Éditions Galilée, Éditions Michalon, ODEJ, Transboréal, Éditions Caractères, Éditions Argol и YMCA Press, исследовательский центр Sony Computer Science Laboratories (Sony CSL) и несколько престижных отелей (Maison Colbert Meliá Collection, Les Rives de Notre-Dame, Royal Saint-Michel, Monte Cristo, Hotel de l'Esperance, Hôtel les Jardins du Luxembourg, Jardin de Cluny и Serotel Lutèce).
Торговля и развлечения сосредоточены вдоль улиц Муфтар, Юшетт и Сен-Северен, а также вдоль бульвара Сен-Жермен; книжные магазины — вдоль улицы Сен-Жак. Улица Монтань-Сент-Женевьев славится своими барами, пабами, ресторанами азиатской и французской кухни. Вдоль берега Сены расположено несколько причалов, в том числе порт Сен-Бернар и порт Монтебелло. 

### Метрополитен
V округ обслуживают следующие линии метрополитена:
- Линия 4
- Линия 7
- Линия 10

### RER
Станция Сен-Мишель — Нотр-Дам обслуживает линию B и линию C; станция Люксембург и станция Порт-Рояль — линию B.

### Улицы и площади

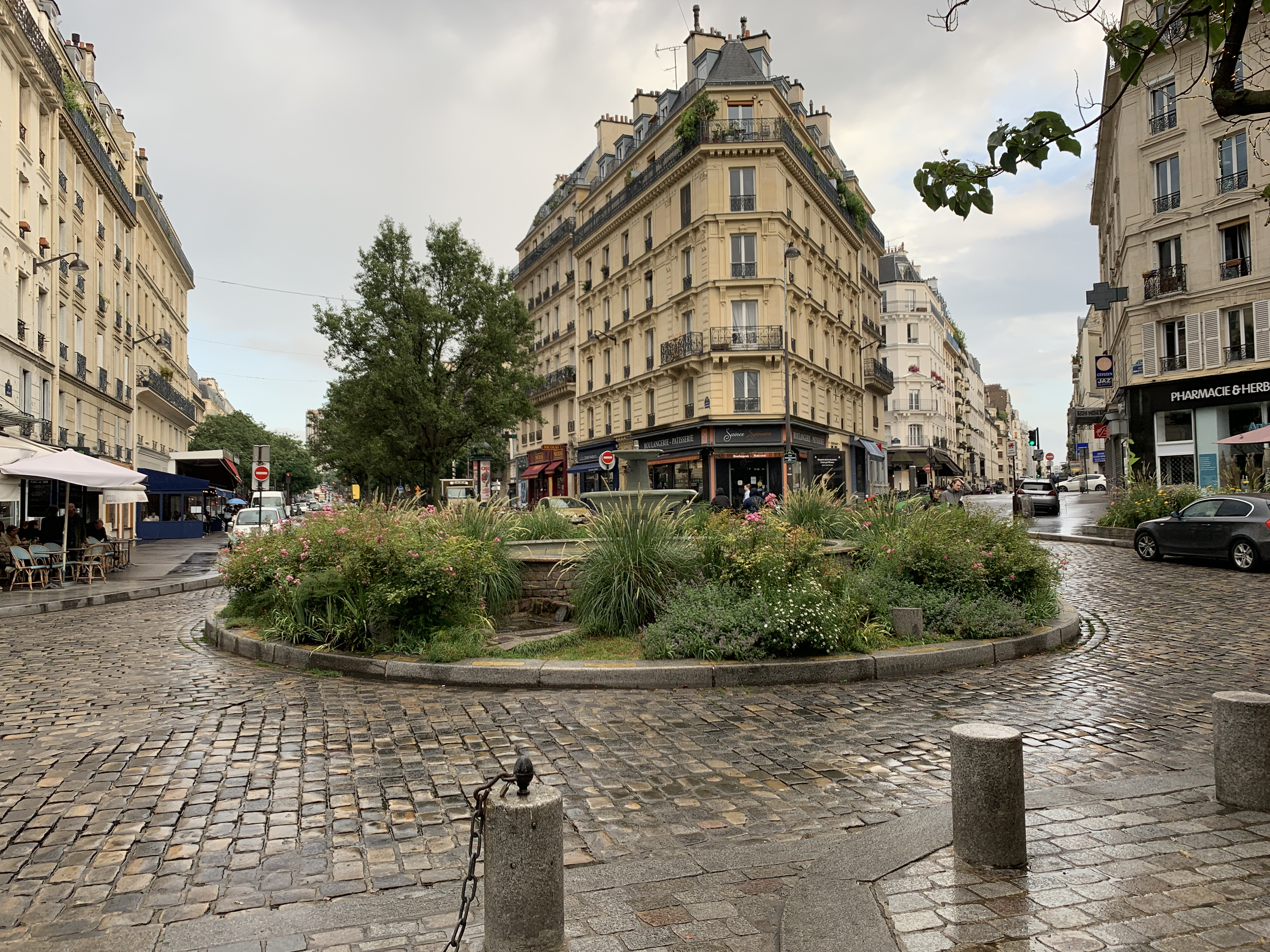
Площадь Жоржа Мустаки

- Набережная Сен-Мишель
- Набережная Монтебелло
- Набережная Турнель
- Набережная Сен-Бернар
- Бульвар Сен-Жермен
- Бульвар Сен-Мишель
- Бульвар Опиталь
- Бульвар Сен-Марсель
- Бульвар Пор-Рояль
- Авеню Гобеленов
- Улица Арп
- Улица Юшетт
- Улица Муфтар
- Улица Сен-Жак
- Улица Сорбонны
- Улица Суффло
- Площадь Сен-Мишель
- Площадь Жюссьё
- Площадь Пантеона
- Площадь Эстрапады
- Площадь Жоржа Мустаки
- Площадь Контрескарп

## Культура

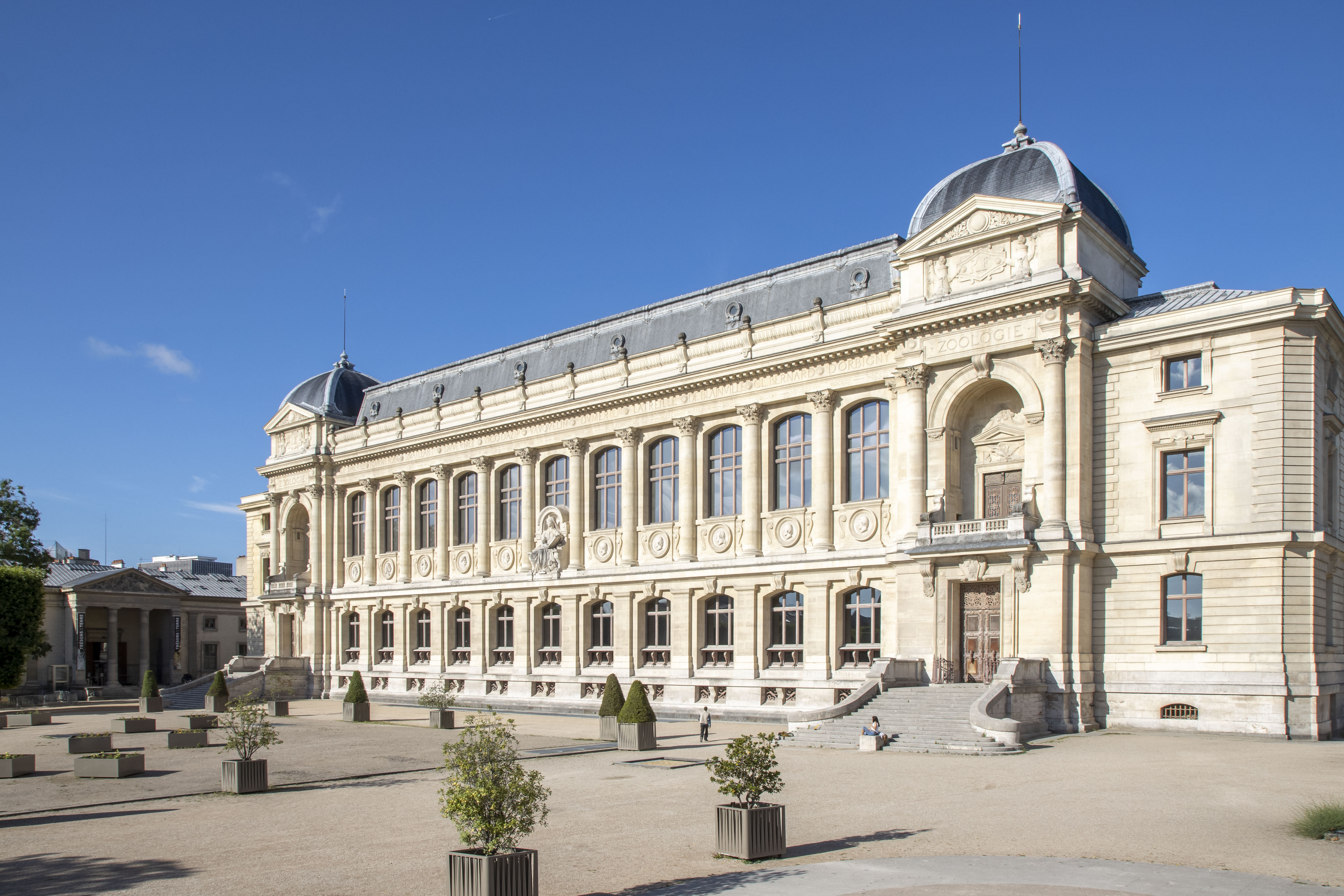
Большая галерея эволюции

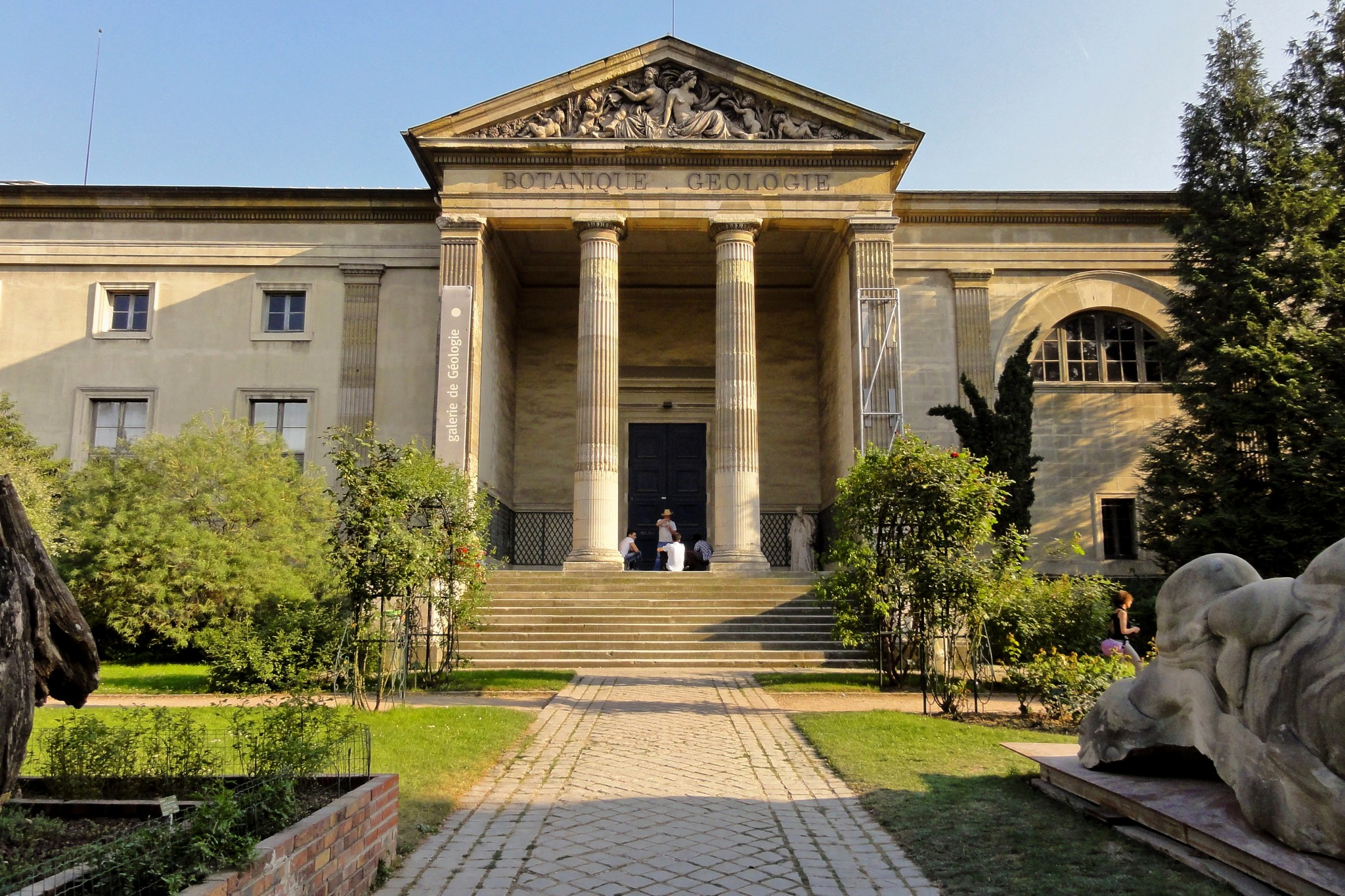
Минералогическая галерея

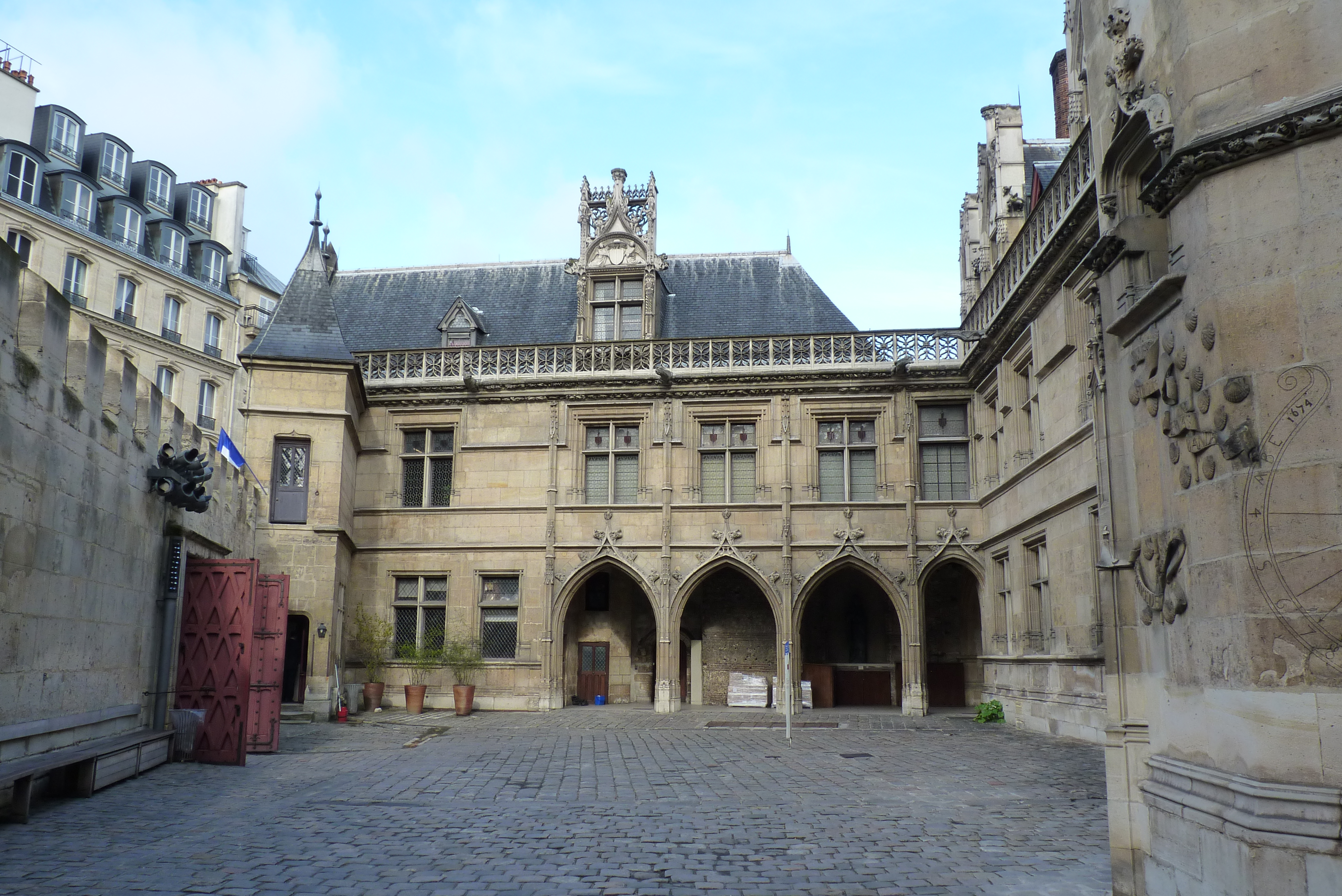
Музей Средневековья в отеле Клюни

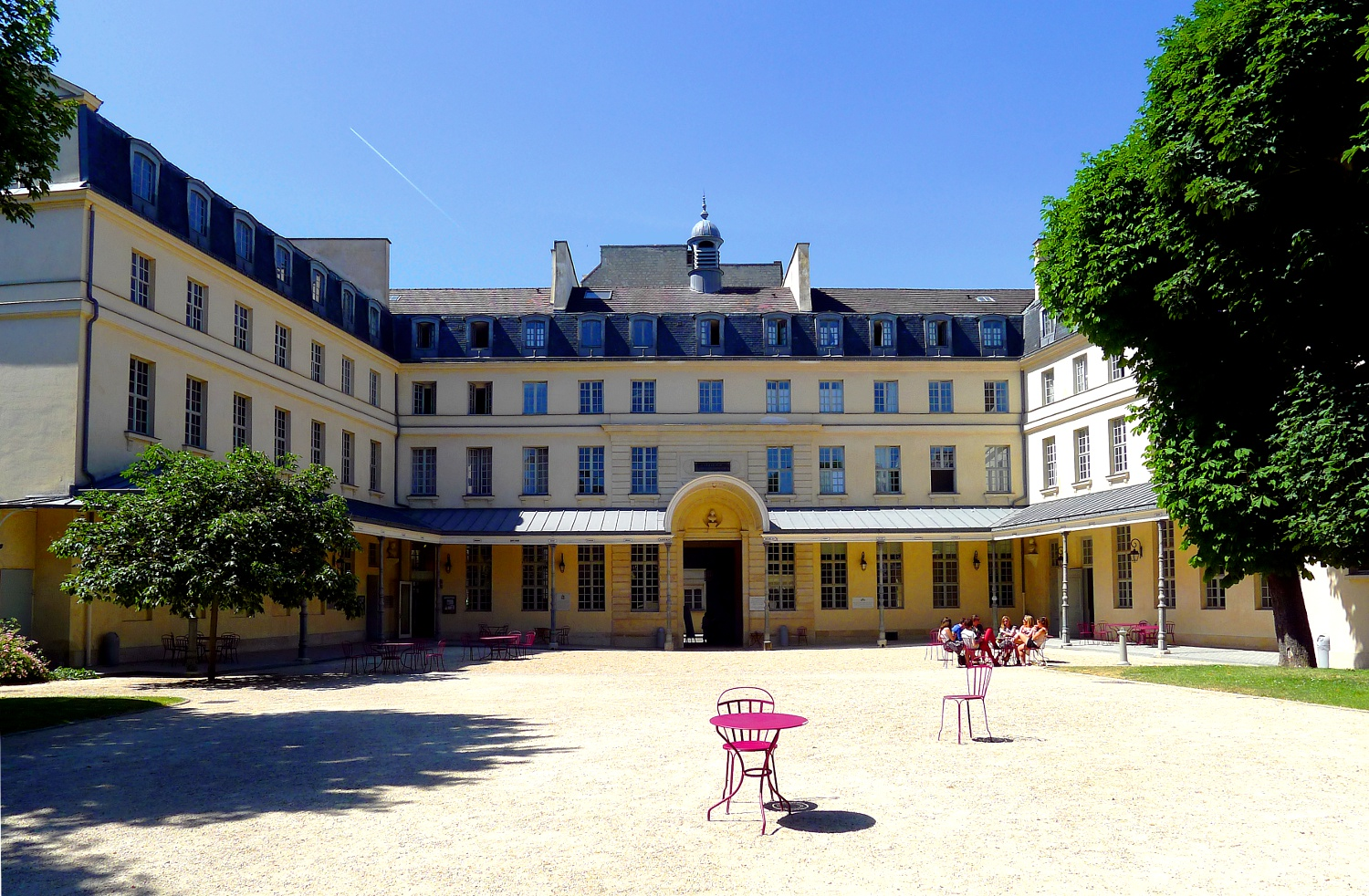
Ирландский культурный центр

В V округе расположено несколько знаменитых музеев, библиотек и театров Парижа:
- Национальный музей естественной истории
  - Палеонтологический музей
    - Палеонтологическая библиотека

  - Большая галерея эволюции
  - Минералогическая галерея
  - Ботаническая галерея
    - Ботаническая библиотека

  - Сад растений
    - Большие теплицы Сада растений[фр.]
- Музей Средневековья
  - Термы Клюни
- Музей Дюпюитрена
- Музей военной службы здравоохранения[фр.]
- Музей префектуры полиции[фр.]
- Музей Кюри[фр.]
- Музей скульптур под открытым небом[фр.]
- Библиотека Святой Женевьевы
- Библиотека Кюжа[фр.]
- Библиотека Сент-Барб[фр.]
- Литературная библиотека Жака Дусе[фр.]
- Библиотека детективной литературы[фр.]
- Тургеневская библиотека
- Библиотека университета Сорбонны[фр.] (BSU)
- Библиотека Сорбонны[фр.] (BIS)
- Библиотека Национальной высшей школы декоративных искусств[фр.]
- Библиотека Института передовых китайских исследований[фр.]
- Библиотека Медицинской службы вооружённых сил Франции
- Французская католическая академия[фр.]
- Ирландский культурный центр[фр.]
- Финский институт[фр.]
- Театр Юшетт[фр.]
- Театр Муфтар[фр.]
- Кабаре Paradis Latin[фр.]

## Образование и наука

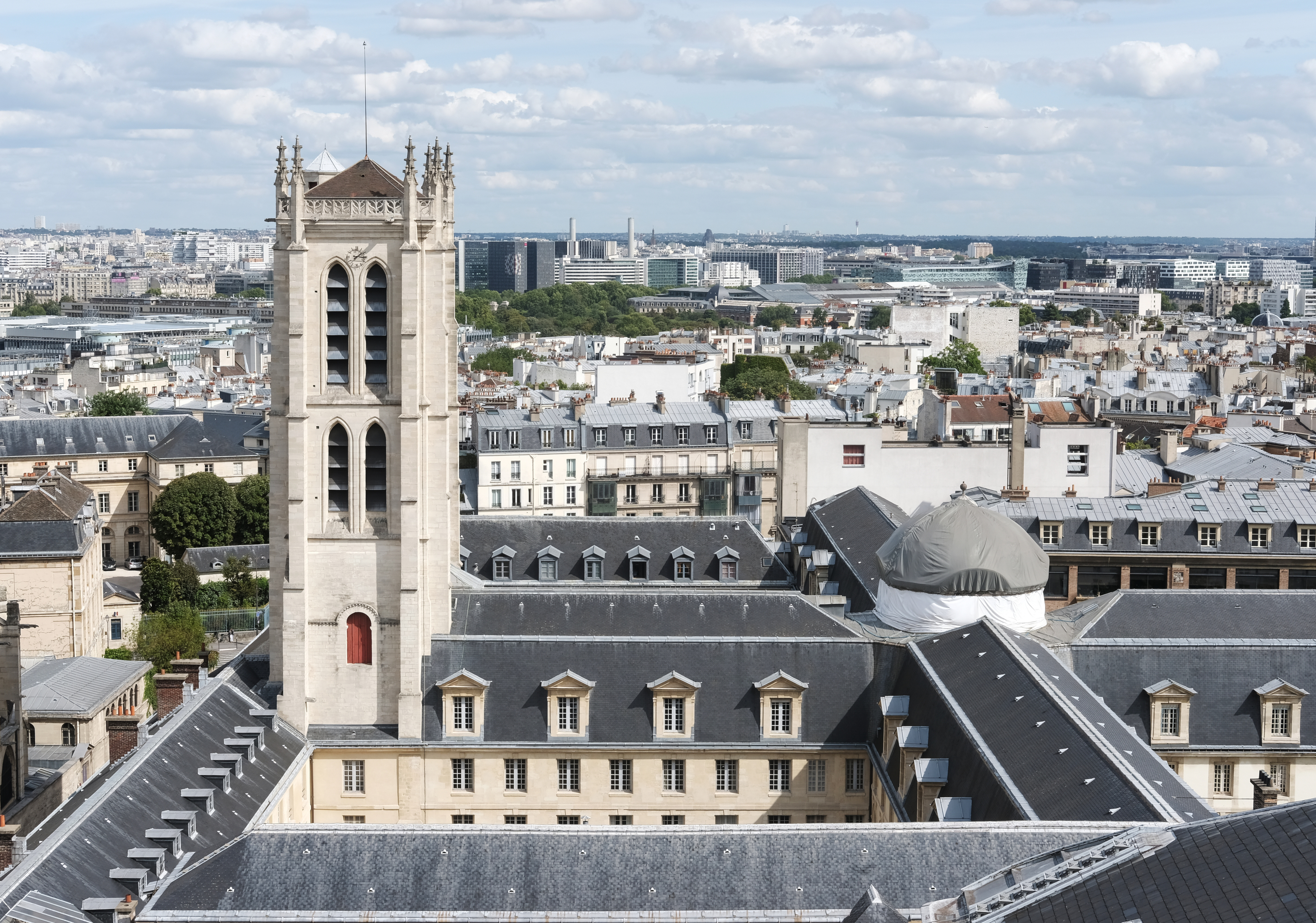
Лицей Генриха IV

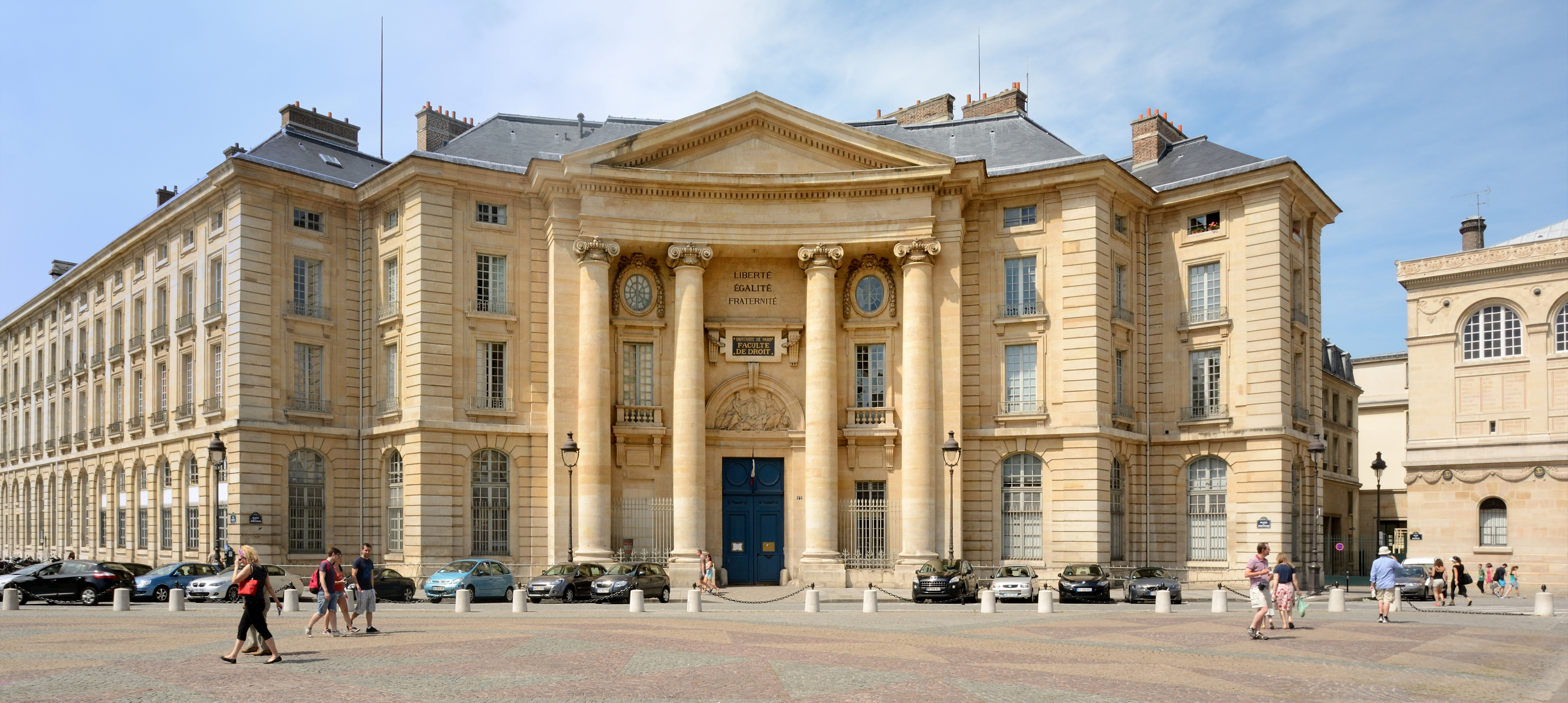
Университет Пантеон-Ассас

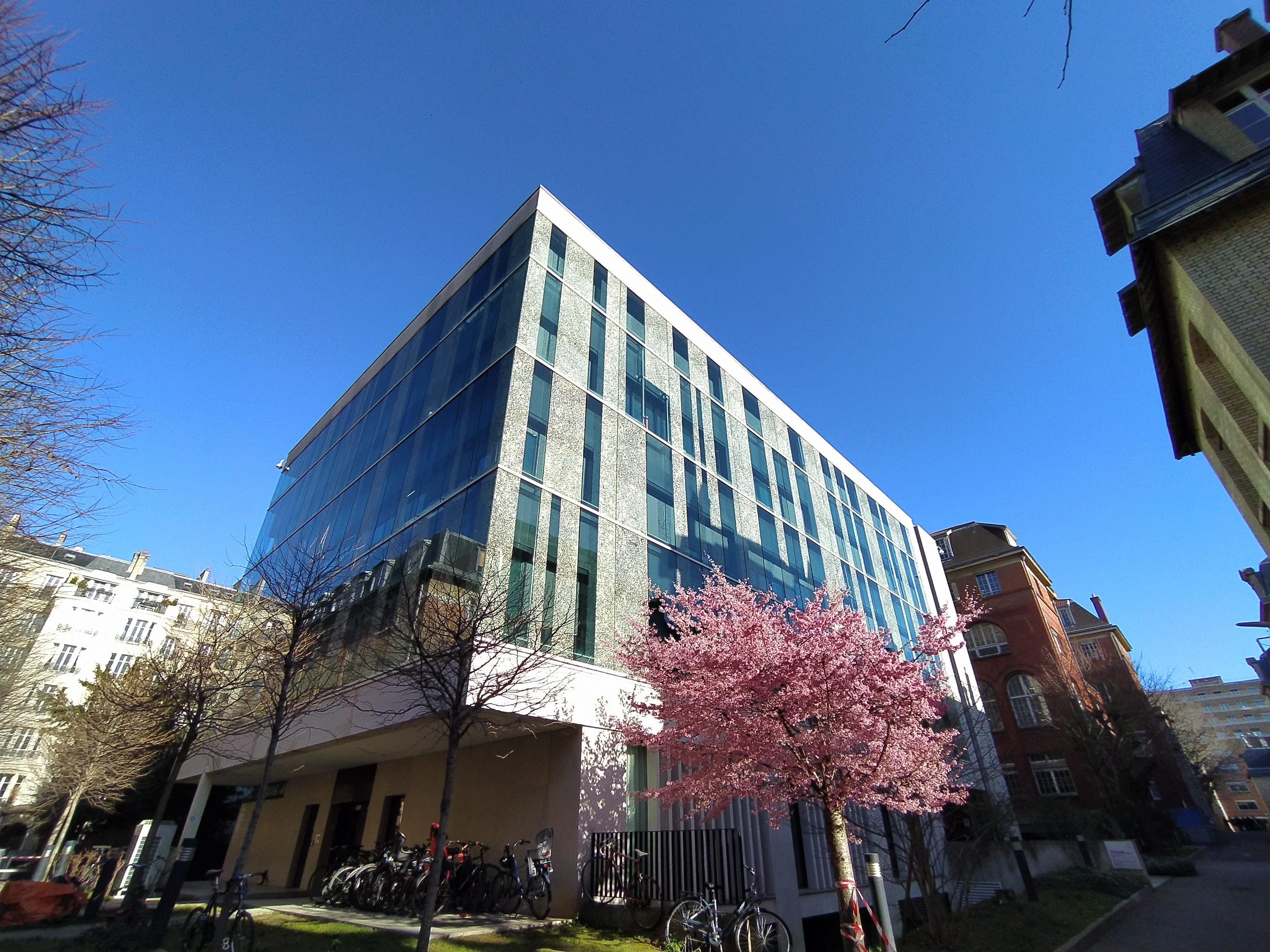
Институт Кюри

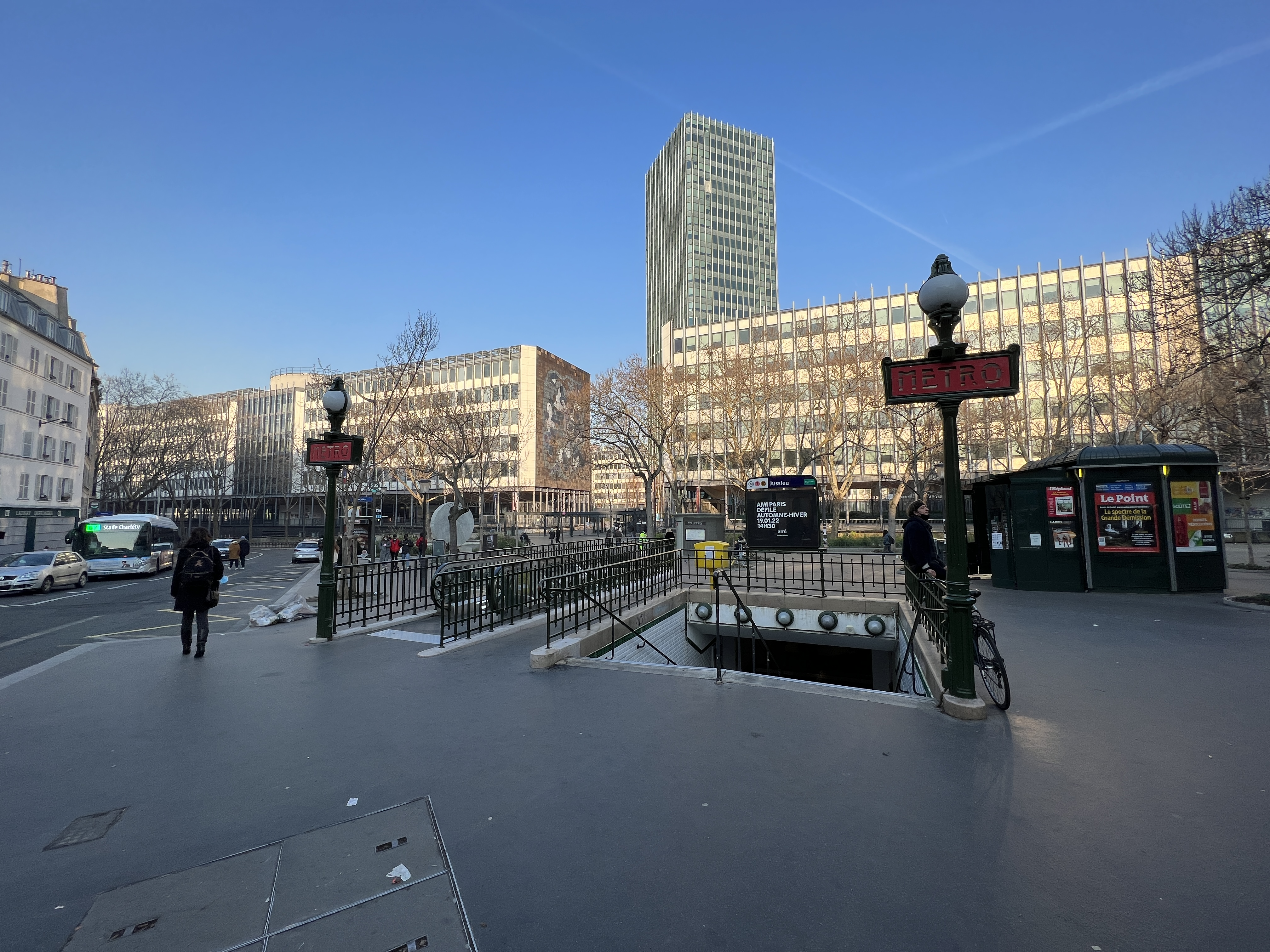
Университетский комплекс на площади Жюссьё

V округ Парижа является одним из крупнейших научно-исследовательских и образовательных центров Франции, здесь расположены такие кластеры, как кампус Пьера и Марии Кюри возле станции метро Жюссьё, кампус Пьера и Марии Кюри возле станции метро Клюни — Ла-Сорбонн, кампус Сансье и кампус Клода Бернара возле станции метро Сансье — Добантон, а также:
- Лицей Генриха IV
- Лицей Людовика Великого
- Лицей Лавуазье[фр.]
- Колледж Севинье[фр.]
- Колледж Раймона Кено
- Университет Пьера и Марии Кюри
  - Институт Анри Пуанкаре
- Парижский университет наук и литературы (PSL)
  - Высшая нормальная школа
  - Высшая школа промышленной физики и химии
  - Национальная высшая школа химии[фр.]
  - Коллеж де Франс
  - Институт передовых китайских исследований[фр.]
  - Институт Кюри
  - Институт Ланжевена[фр.]
  - Институт Пьер-Жиля де Жена[фр.]
- Университет Париж-Сите[фр.]
  - Парижский институт геофизики[фр.]
- Университет Париж 1 Пантеон-Сорбонна
  - Парижский институт географии[фр.]
  - Юридическая школа Сорбонны[фр.]
  - Сорбоннская обсерватория[фр.]
- Университет Пантеон-Ассас
- Национальная высшая школа декоративных искусств
- Высшая школа автоматических электронных вычислений[фр.]
- Кампус Парижской школы бизнеса[фр.]
- Военно-медицинская школа Валь-де-Грас[фр.]
- Институт арабского мира
- Институт физико-химической биологии[фр.]
- Институт интеллектуальных систем и робототехники[фр.]
- Национальный агрономический институт Париж-Гриньон[фр.]
- Парижский институт океанографии[фр.]
- Schola Cantorum de Paris
- Национальный институт глухой молодежи[фр.]
- Семинария Святого Духа[фр.]
- Еврейская семинария Франции[фр.]
- Литературная школа Les Mots[фр.]

## Достопримечательности

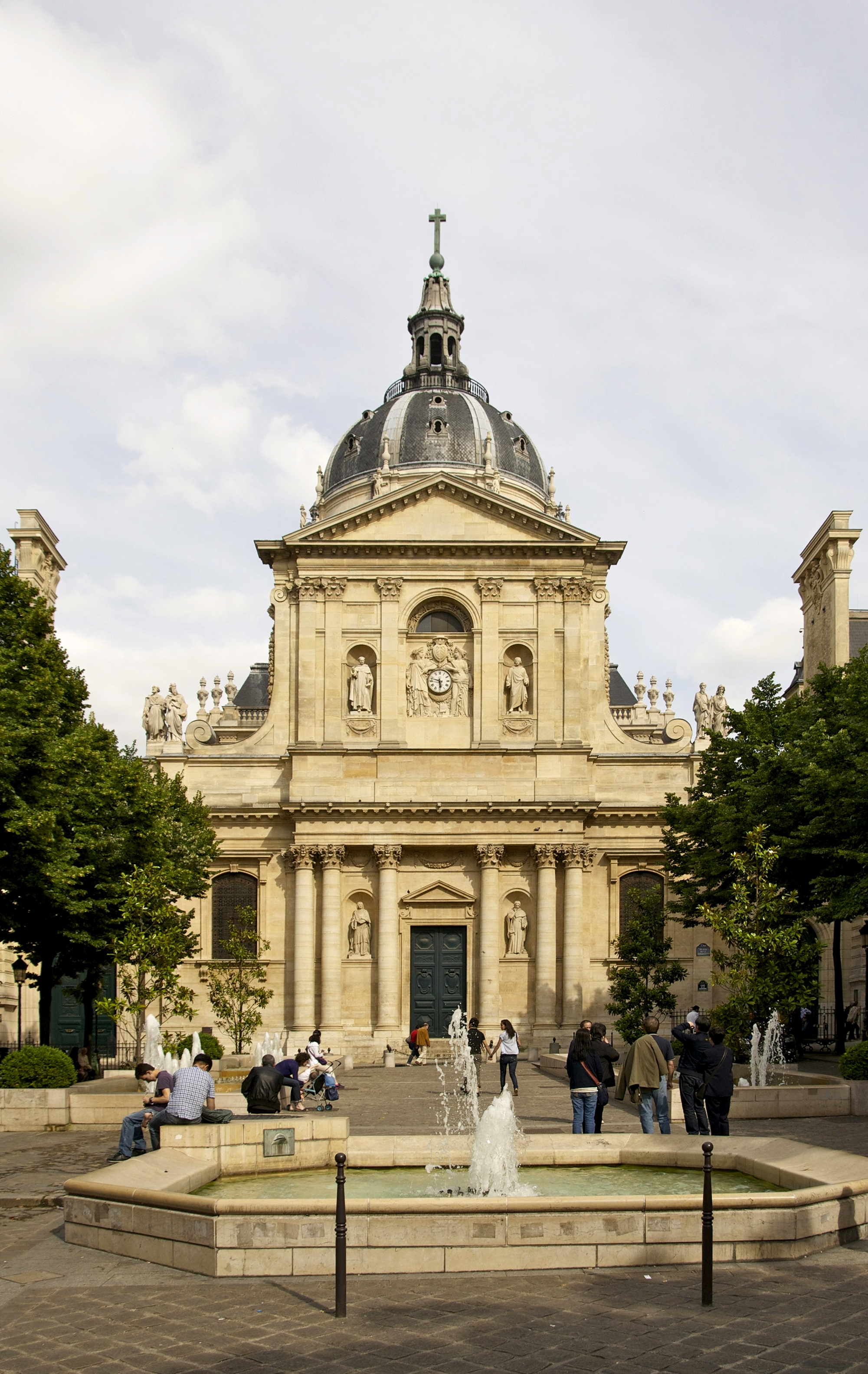
Часовня Святой Урсулы в Сорбонне

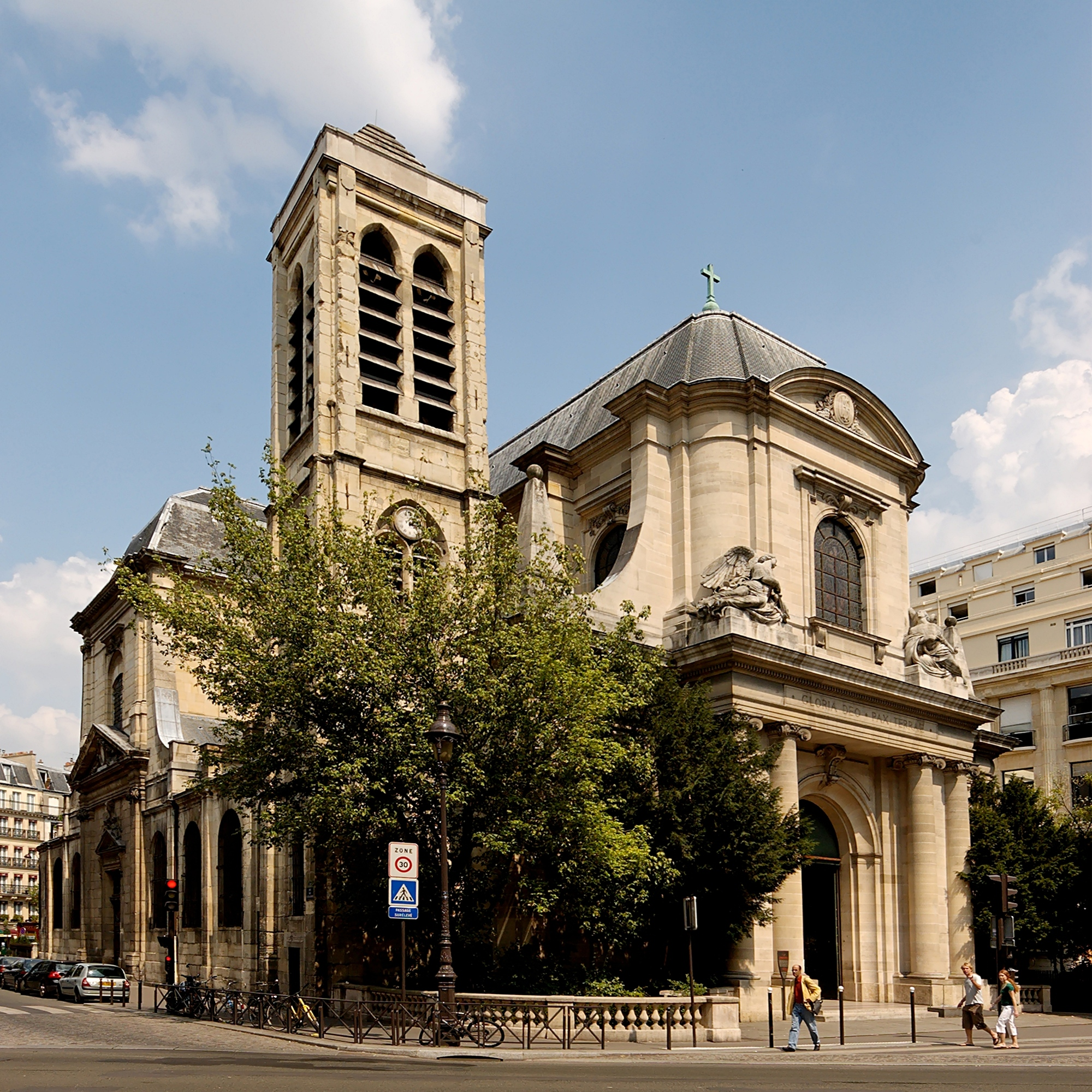
Церковь Сен-Николя-дю-Шардоне

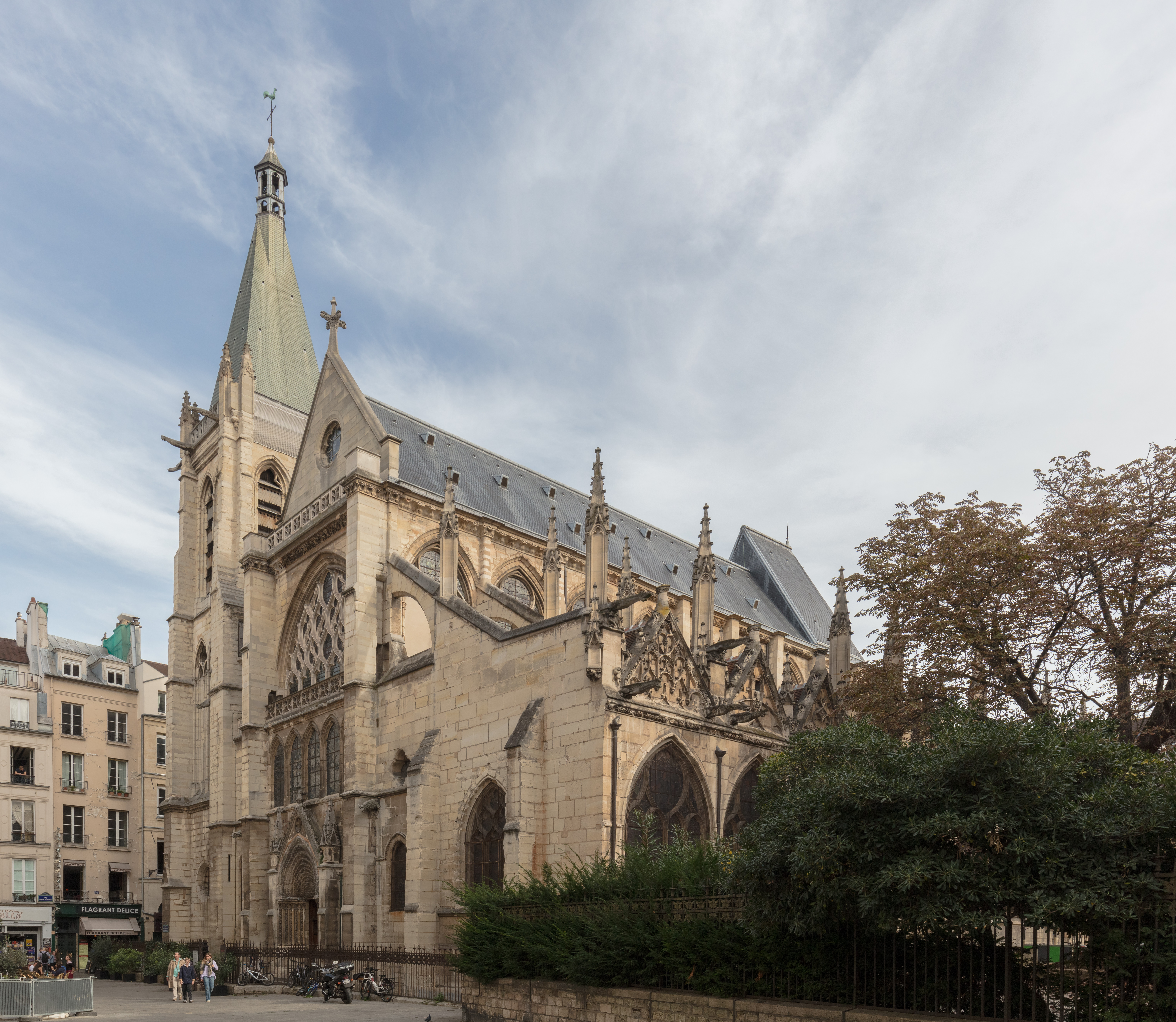
Церковь Сен-Северин

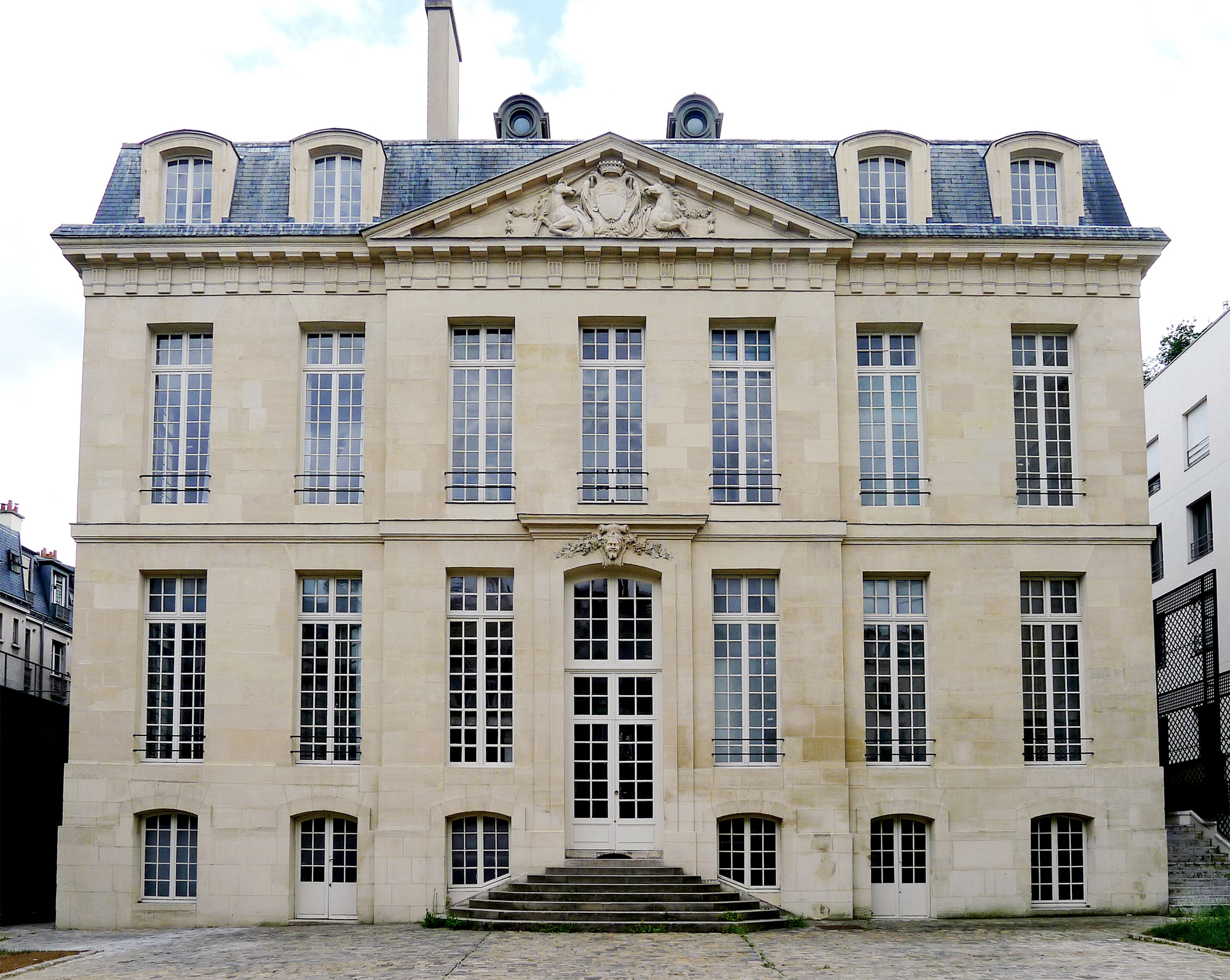
Отель Ле Брун

### Дворцы и особняки
- Колледж бернардинцев[фр.]
- Отель Клюни[фр.]
- Отель Мирамион[фр.]
- Отель Несмон[фр.]
- Отель Маньи[фр.]
- Отель Бушери[фр.]
- Отель Ле Брун[фр.]
- Отель Лепас-Дюбюиссон[фр.]
- Отель Пурфор-дю-Пети[фр.]
- Отель Сен-Ор[фр.]
- Отель Сципион[фр.]
- Резиденция Пантеон[фр.]

### Храмы
- Пантеон
- Церковь Сен-Северин
- Церковь Сен-Медар
- Церковь Сент-Этьен-дю-Мон
  - Пресвитерий церкви Сент-Этьен-дю-Мон[фр.]
- Церковь Сен-Николя-дю-Шардоне
- Церковь Сорбонны
- Церковь Сен-Жак-дю-О-Па[фр.]
- Аббатство Валь-де-Грас
  - Церковь Валь-де-Грас
- Маронитский собор Нотр-Дам-дю-Либан[фр.]
- Сирийская церковь Святого Ефрема Сирина[фр.]
- Мелькитская церковь Сен-Жюльен-ле-Повр
- Румынская церковь Святых Архангелов[фр.]
- Русская церковь Богоматери Всех скорбящих Радость и Святой Женевьевы[фр.]
- Лютеранская церковь Сен-Марсель[фр.]
- Протестантский «Братский дом»
- Крипта Нотр-Дам-де-Шам[фр.]
- Парижская соборная мечеть

### Мосты
- Мост Аустерлиц[фр.]
- Мост Сюлли
- Мост Турнель
- Мост Архиепархии
- Мост Дубль
- Малый мост
- Мост Сен-Мишель

### Парки и сады

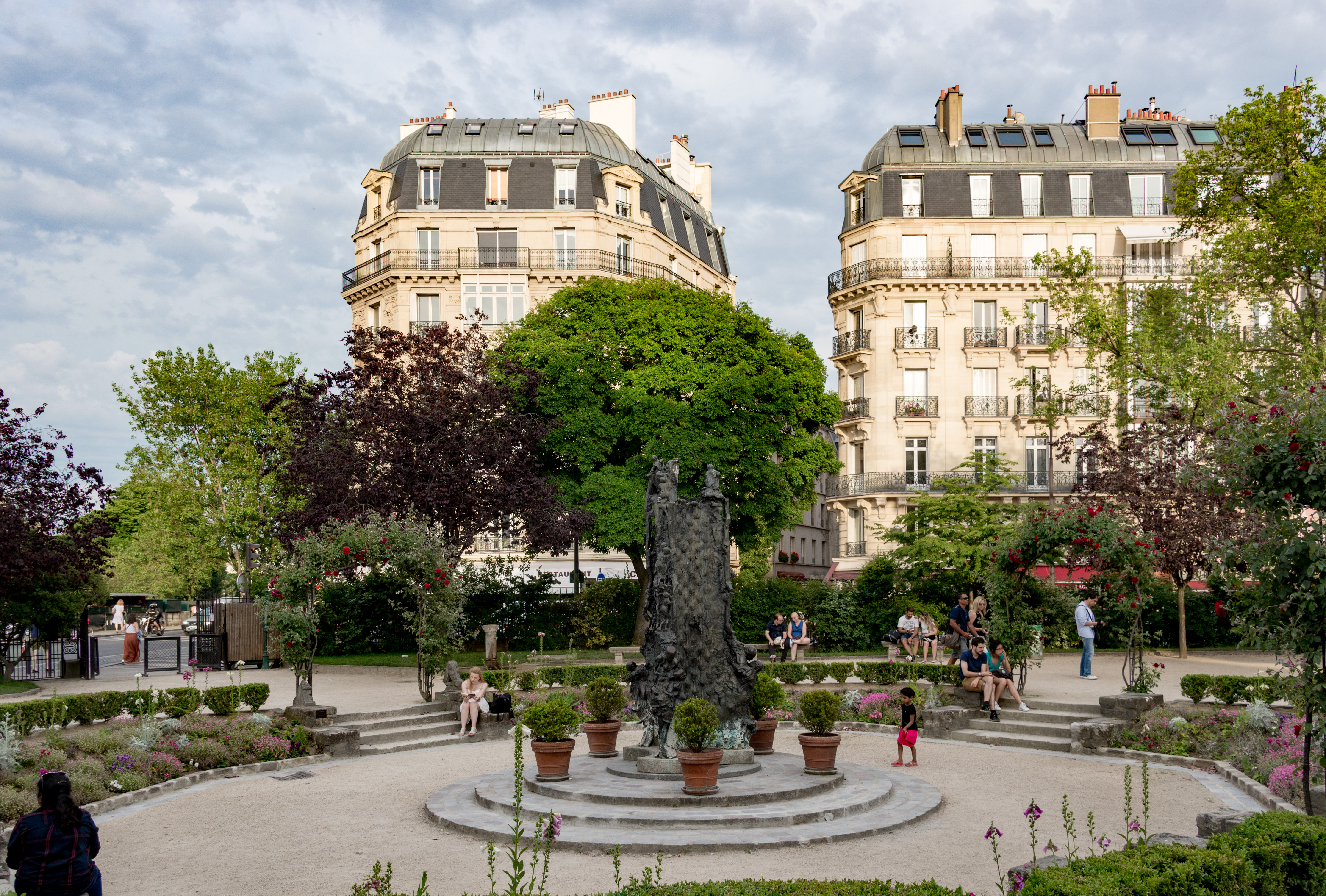
Сквер Рене Вивиани

- Сад растений
  - Зверинец сада растений[фр.]
  - Ботанический сад Школа ботаники[фр.]
- Сад Карре[фр.]
- Сад музея Средневековья[фр.]
- Сад Тино Росси[фр.]
- Сквер Рене Вивиани
- Сквер Поля Ланжевена[фр.]
- Сквер Андре Лефевра[фр.]
- Сквер Самюэля Пати[фр.]
- Сквер Арены Лютеции[фр.]

### Фонтаны

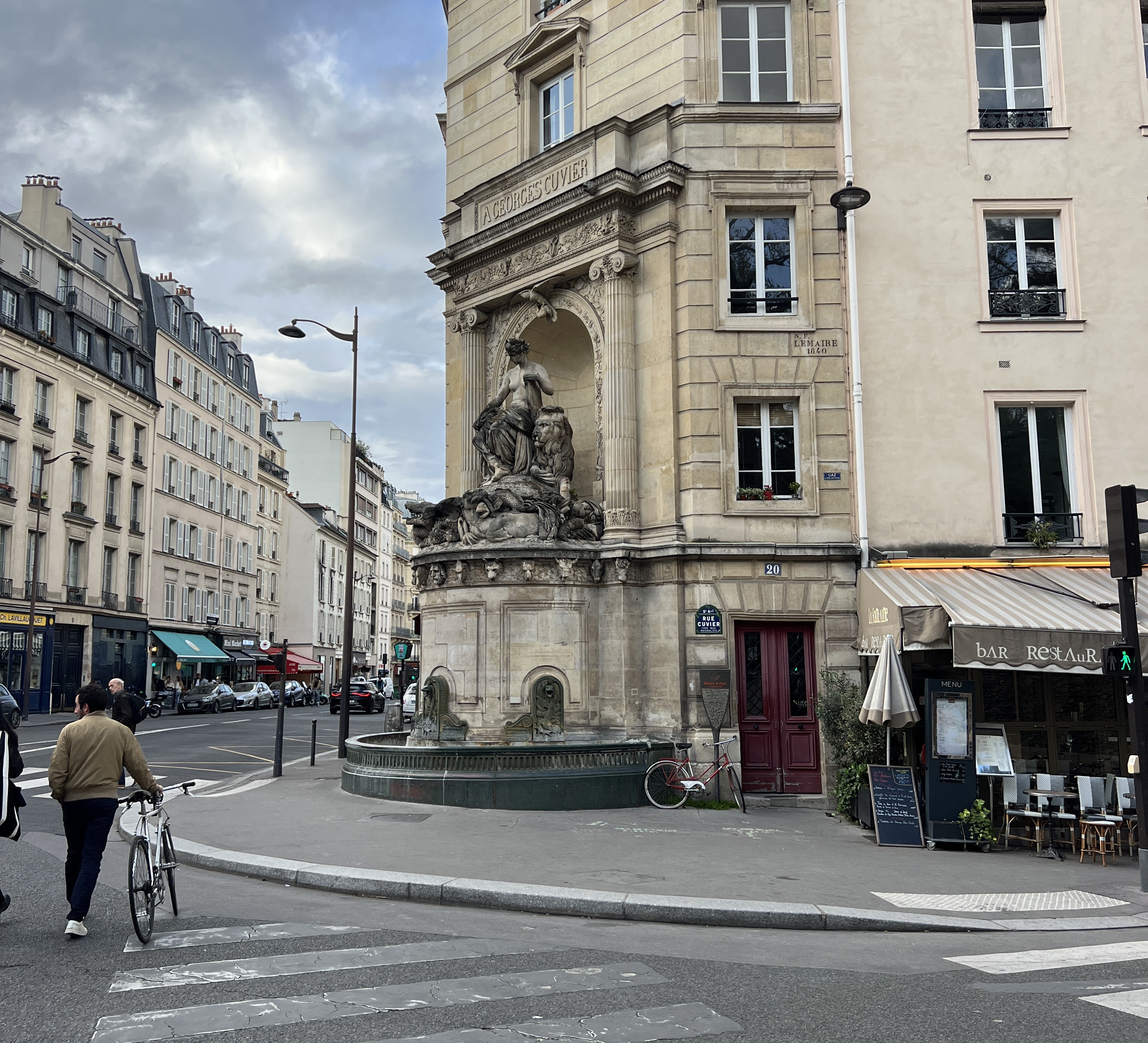
Фонтан Кювье

- Фонтан Кювье[фр.]
- Фонтан Октава Греара[фр.]
- Фонтан Хильдеберта[фр.]
- Фонтан Пот-де-Фер[фр.]
- Фонтан Святой Женевьевы[фр.]

### Высотные здания
- Башня Замански[фр.]

### Другие
- Латинский квартал

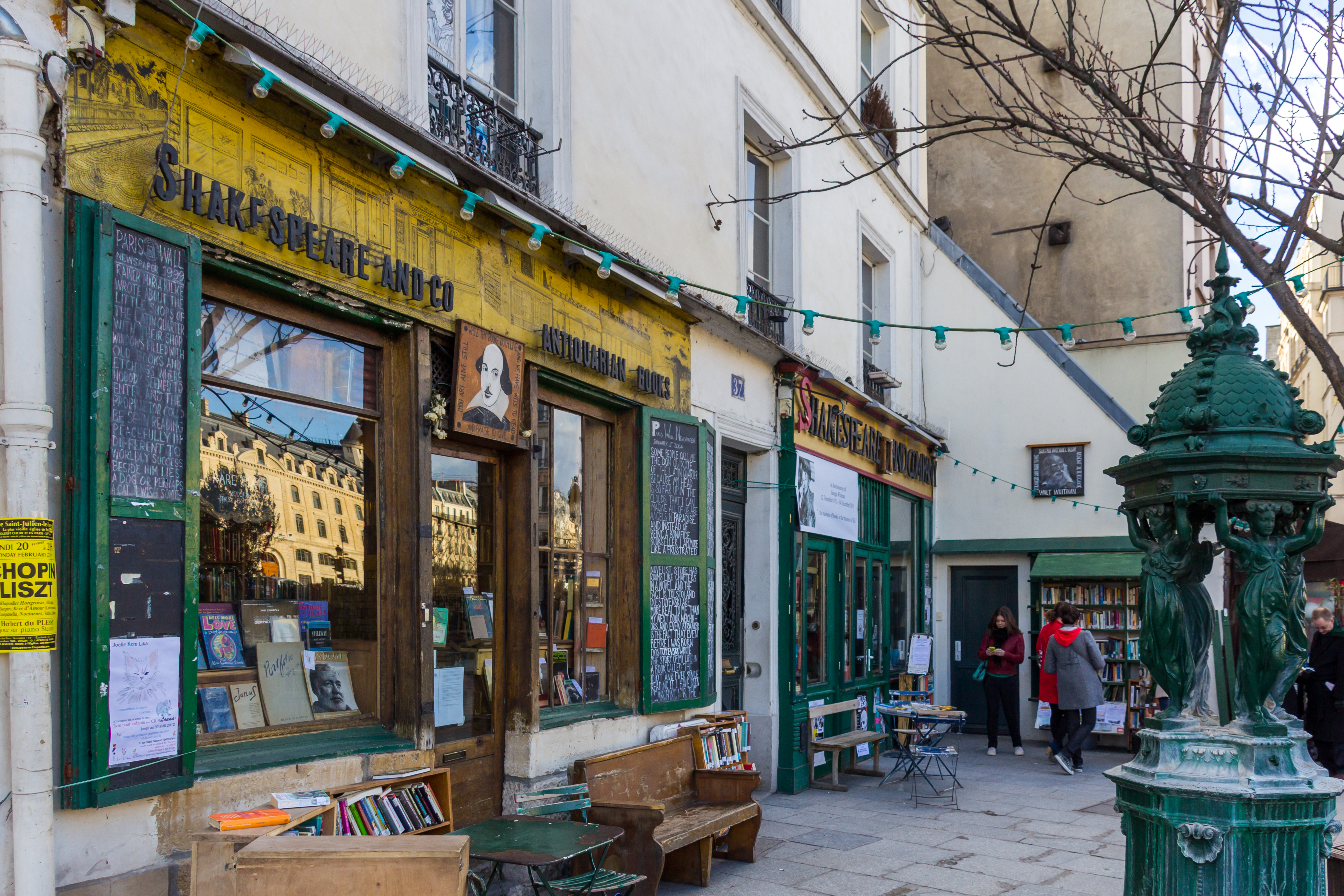
Книжный магазин Shakespeare & Co

  - Комплекс исторических корпусов Сорбоннского университета
  - Книжный магазин Gibert Jeune[фр.]
  - Книжный магазин Vrin[фр.]
- Арены Лютеции
- Фрагмент крепостной стены Филиппа Августа на улице Клови
- Книжный магазин «Шекспир и Ко»
- Рю-дю-Ша-ки-Пеш
- Променад Рене Капитана[фр.]
- Ресторан La Tour d’Argent
- Брассери Le Balzar[фр.]
- Монумент Бернардену де Сен-Пьеру[фр.]

## Здравоохранение

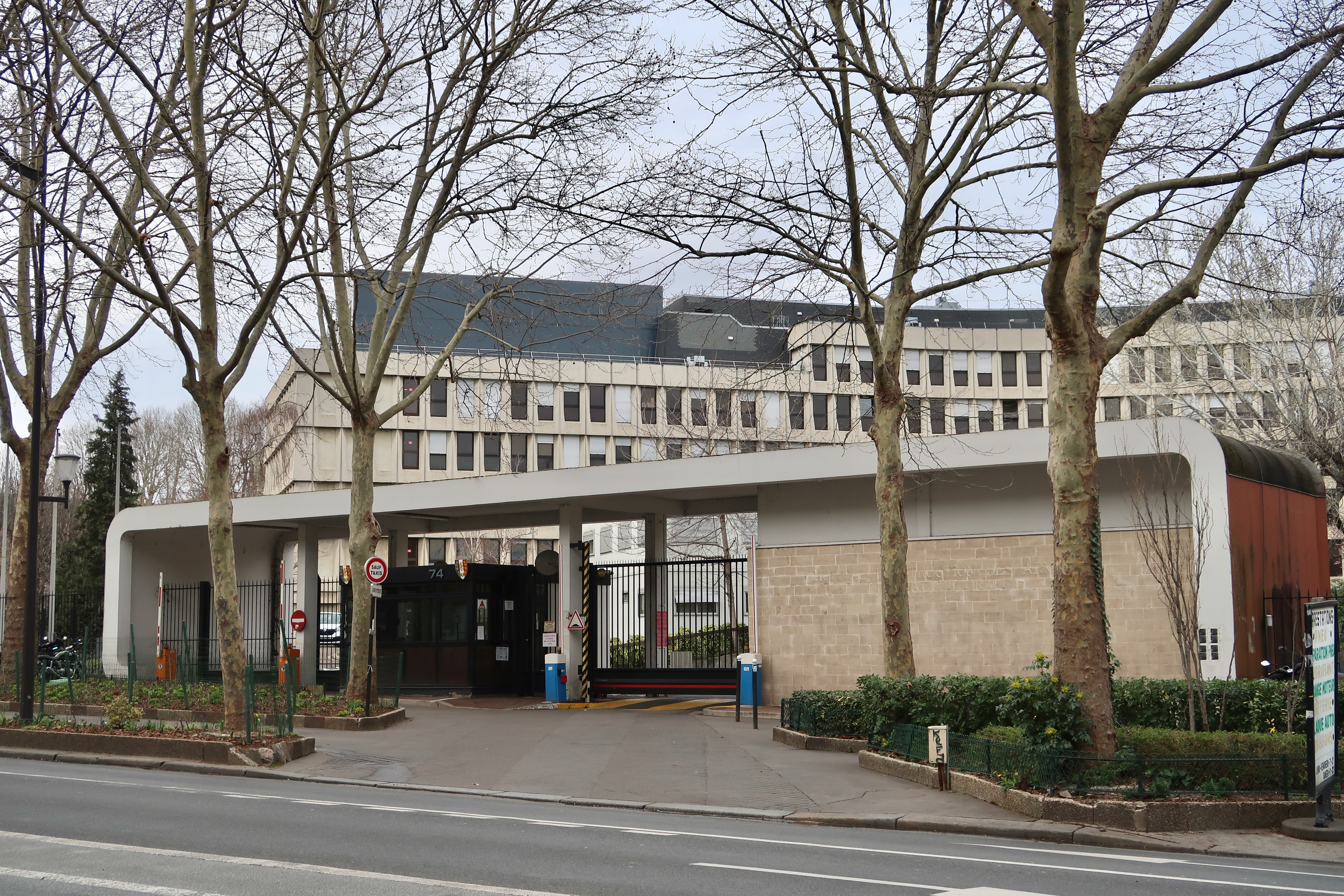
Военный госпиталь Валь-де-Грас

- Госпиталь Валь-де-Грас
- Больница Коллежиаль[фр.]

## Спорт
В округе имеются бассейн Понтуаз, бассейн Жана Тари и клуб боевых искусств Додзё на улице Монтань-Сент-Женевьев, а также несколько спортивных залов и плавательных бассейнов, принадлежащих высшим учебным заведениям. Вдоль набережных Сены расположены общественные спортивные площадки, детские игровые площадки со спортивным инвентарём и беговые дорожки.

## В искусстве

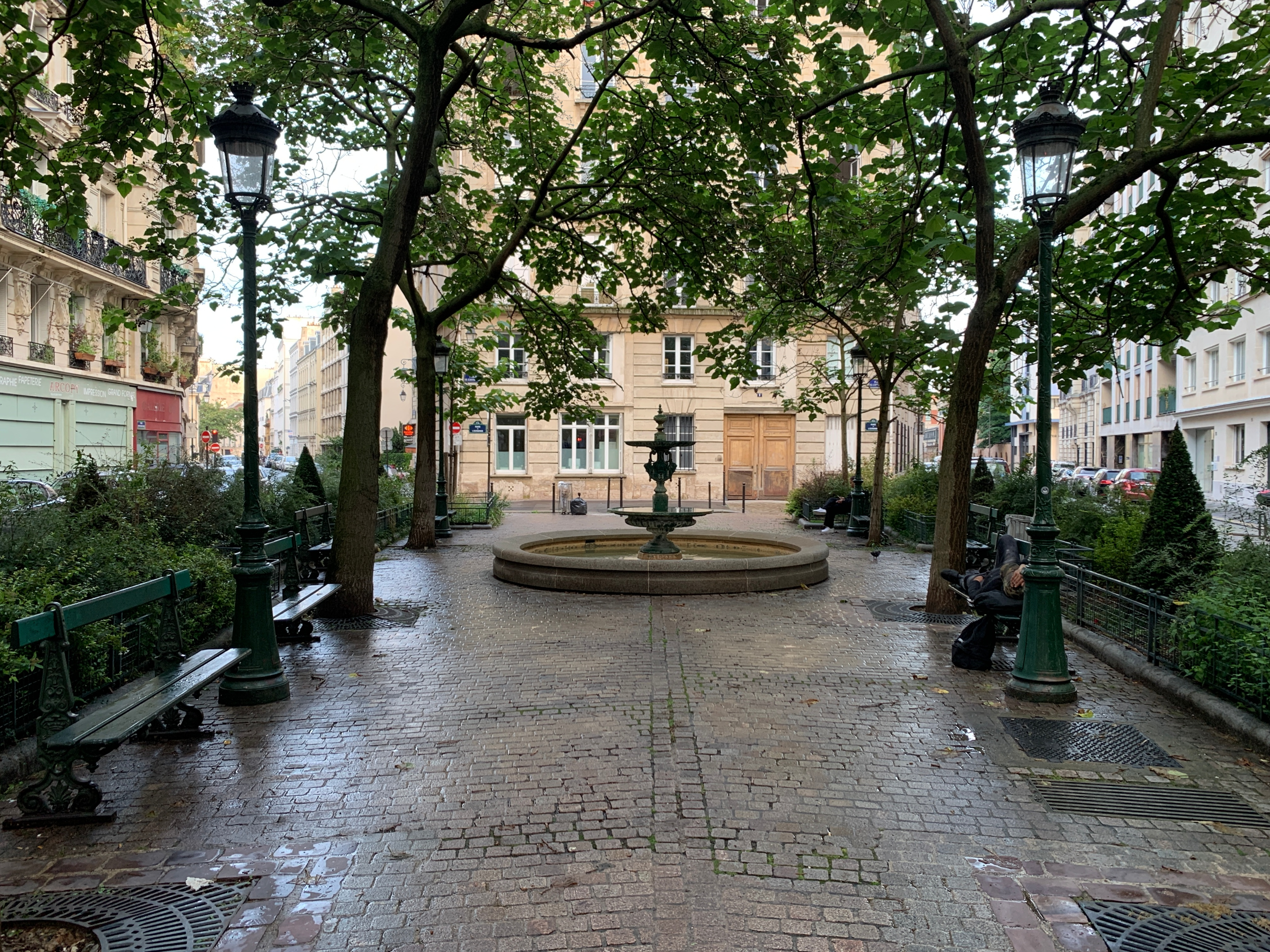
Площадь Эстрапады, на которой жила главная героиня сериала «Эмили в Париже»

В V округе Парижа происходили съёмки следующих фильмов и сериалов: «Через Париж» (1956), «Любовь после полудня» (1957), «Обманщики» (1958), «На последнем дыхании» (1960), «Милашки» (1960), «Глаза без лица» (1960), «Любите ли вы Брамса?» (1961), «Дьявол и десять заповедей» (1962), «Нежная Ирма» (1963), «Большая прогулка» (1966), «Супермозг» (1969), «Полицейский» (1972), «Великолепный» (1973), «И слоны бывают неверны» (1976), «Бум» (1980), «Укол зонтиком» (1980), «Ночи полнолуния» (1984), «Амели» (2001), «Идентификация Борна» (2002), «Ложь, измена и тому подобное…» (2004), «Ангел-А» (2005), «Мюнхен» (2005), «Молодой лейтенант» (2005), «Диалог с моим садовником» (2007), «Чёртов мобильник» (2007), «Последний романтик планеты Земля» (2009), «Джули и Джулия: Готовим счастье по рецепту» (2009), «Необычайные приключения Адель» (2010), «Генсбур. Любовь хулигана» (2010), «Хранитель времени» (2011), «9 месяцев строгого режима» (2013), «Париж. Город мёртвых» (2014), «Блестяще» (2017), «Эмили в Париже» (2020—2024), «Убийца» (2023).